# Демофонт (син на Келей)
Вижте пояснителната страница за други личности с името Демофонт.
Демофонт (на старогръцки: Δημοφῶν, също Δημοφόων, Demophon) в древногръцката митология е син на Келей, цар на Елевсина в Атика, и на съпругата му Метанира.
Баща му приема в къщата си Деметра, когато търси дъщеря си Персефона. Богинята поела гледането на новородения Демофонт. Тя мажела малкия с амброзия, от което то растяло чудесно и приличало повече на бог, отколкото на човек. Когато една нощ тя го държала в огъня, за да го направи безсмъртен, е изненадана от Метанира, която се развикала изплашено, понеже помислила, че луда стара детегледачка иска да изгори сина ѝ.
Деметра се ядосала и отдръпнала момченцето от огъня, поради което то останало смъртно.
В библиотеката на Аполодор Демофонт изгаря от огъня. Затова брат му Триптолем вместо него носи на човеците зърното.
В омирския химн (v. 265ff) Деметра въвежда празник с игри всяка година в началото на пролетта под момчето на Елевсина в чест на Демофонт.